# هیکری هیل (کنتاکی)
هیکری هیل (به انگلیسی: Hickory Hill) شهری در ایالت کنتاکی کشور ایالات متحده آمریکا است که جمعیت آن در سرشماری سال ۲۰۱۰ میلادی، ۱۰۰۰۱۴ نفر بوده‌است.